# 八代市立泉中学校
八代市立泉中学校（やつしろしりつ いずみちゅうがっこう）は、かつて熊本県八代市泉町柿迫にあった公立の中学校。
2014年（平成26年）4月に市内の小学校3校（泉第一・泉第二・泉第三）と統合の上、八代市立泉小中学校となり、小中一貫教育を開始した。中学校校舎に小学校が移転し、施設一体型の小中一貫教育を行っている。

## 概要
歴史
1964年（昭和39年）に、泉村内の中学校2校（泉第一・泉第二）および分校が統合の上、創立。統合から50周年を迎えた2014年（平成26年）に、小学校3校（泉第一・泉第二・泉第三）と統合し、中学校校舎に小学校を併設する形で、施設一体型の小中一貫校「八代市立泉小中学校」としてスタートした。
校訓
「健康・正直・努力」
校章
中央に「中」の文字を配している。
校歌
通学区域
- 八代市立泉第一小学校（2014年閉校、統合により泉小中学校へ）
- 八代市立泉第二小学校（同上）
- 八代市立泉第三小学校（同上）※2012年休校、1997年に泉村立泉第四小学校を統合。
- 八代市立泉第五小学校（2008年休校、2009年閉校、泉第八小学校に統合）
- 八代市立泉第六小学校（2000年休校、2011年閉校、泉第八小学校に統合）
- 八代市立泉第七小学校（2008年休校、2011年閉校、泉第八小学校に統合）
- 八代市立泉第八小学校[2]

## 沿革
旧・泉第一中学校
- 1947年（昭和22年）5月8日 - 学制改革（六・三制の実施）により、新制中学校「下岳村立下岳中学校」（しもだけ）が創立。下岳村立下岳小学校に併設。
- 1954年（昭和29年）10月1日 - 8村（柿迫・栗木・久連子・椎原・仁田尾・葉木・樅木・下岳）合併により、泉村が発足。「泉村立泉第一中学校」に改称。当時の小学校区は1校（泉第一小学校）であった。

旧・泉第二中学校
- 1947年（昭和22年）5月8日 - 学制改革（六・三制の実施）により、新制中学校「柿迫外六ヶ村組合立 柿迫中学校」（かきざこ）が創立（本校1校、分校2校）。
  - 板木分校（いたぎ、板木小学校[3]に併設）- 柿迫村板木
  - 久連子分校（くれこ、久連子小学校に併設）- 久連子村
- 1954年（昭和29年）10月1日 - 8村合併により、泉村が発足。「泉村立泉第二中学校」に改称。（本校1校、分校7校）。当時の小学校区は7校（泉第二～第八小学校）であった。
  - 板木分校（泉第四小学校[3]に併設）
  - 久連子分校（泉第五小学校に併設）
  - 小原分校（泉第六小学校に併設）- 旧・仁田尾村小原
  - 椎原分校（しいばる、泉第六小学校椎原分校[4]に併設）- 旧・椎原村
  - 西の岩分校（にしのいわ、泉第六小学校西の岩分校に併設）- 旧・仁田尾村西の岩
  - 葉木分校（はき、泉第七小学校[4]に併設）- 旧・葉木村
  - 樅木分校（もみぎ、泉第八小学校に併設）- 旧・樅木村

統合・泉中学校
- 1964年（昭和39年） 4月1日 - 上記の中学校2校および分校を統合の上、「泉村立泉中学校」となる。
- 1966年（昭和41年）- 通学区域が広範囲にわたるため、スクールバスの運行を開始。本館ならびに寄宿舎「楠花寮」が完成。
- 1978年（昭和43年）- 体育館が完成。
- 1983年（昭和58年）- プールが完成。
- 2005年（平成17年）8月1日 - 八代市との合併により、「八代市立泉中学校」に改称。
- 2014年（平成26年）4月1日 - 小学校3校（泉第一、泉第二、泉第三）との統合により、「八代市立泉小中学校」となり、小中一貫教育を開始。小学校が中学校校舎に移転し、施設一体型の小中一貫校となる。
  - これ以降の沿革に関しては、八代市立泉小中学校#沿革を参照。

## 交通アクセス
最寄りの鉄道駅
- JR九州 鹿児島本線 「有佐駅」

最寄りのバス停留所
- 九州産交バス 「飛石」停留所

最寄りの幹線道路
- 熊本県道247号久連子落合線
- 熊本県道52号小川泉線

## 周辺
- 八代市役所泉支所（旧・泉村役場）
- 泉コミュニティセンター（公民館）（旧・八代市立泉第二小学校跡地）
- 八代警察署泉警察官駐在所
- 泉郵便局
- 振興センターいずみ
- 栗木川
- 氷川
- 落合橋